# Barton upon Irwell
Barton upon Irwell – dzielnica miasta Eccles w Anglii, w hrabstwie Wielki Manchester, w dystrykcie metropolitalnym Salford. W 2011 roku dzielnica liczyła 12 321 mieszkańców.